# Гидрид рубидия
Гидри́д рубидия — RbH, неорганическое бинарное соединение рубидия с водородом. Белое солеобразное соединение с ионной структурой (Rb+H−), имеющее кубическую гранецентрированную кристаллическую структуру типа NaCl. Энергия диссоциации соединения составляет 165 кДж/моль, длина связи: 0,237 нм.
Чрезвычайно активное химическое вещество. Воспламеняется во влажном воздухе, атмосфере хлора и фтора; реагирует с бромом и сероуглеродом. При нагревании вступает в реакцию с азотом, аммиаком и фосфором. В воде бурно разлагается с выделением водорода.
{\displaystyle {\mathsf {RbH+Cl_{2}\longrightarrow RbCl+HCl}}}
{\displaystyle {\mathsf {4RbH+N_{2}\longrightarrow 2RbNH_{2}+2Rb}}}
{\displaystyle {\mathsf {RbH+H_{2}O\longrightarrow RbOH+H_{2}}}}
Может быть получен прямым взаимодействием элементов при температуре 200—350 °C и давлении 5—10 МПа:
{\displaystyle {\mathsf {2Rb+H_{2}\longrightarrow 2RbH}}}